# Aeroport de Karonga
L'aeroport de Karonga (codi IATA: KGJ, codi OACI: FWKA) és un aeroport que dona servei a Karonga, una ciutat de la regió nord de la República de Malawi. Segons els registres no hi ha hagut mai cap accident aeri en les seves instal·lacions.

## Instal·lacions
L'aeroport es troba a una altitud de 538 metres (1,765 ft) per sobre el nivell mitjà del mar. Té una pista designada 14/32 amb una superfície d'asfalt que mesura 1,280 per 18 metres (4,199 × 59 ft).

## Clima
El clima és humit i subtropical. La temperatura mitjana és de 25 °C. El mes més càlid és octubre, a 30 °C, i el més fred és gener, a 20 °C. La pluja mitjana és de 1.059 mil·límetres per any. El mes més plujós és gener, amb 269 mil·límetres de pluja, i el més sec és juny, amb 2 mil·límetres.